# Konrad Schaller
Konrad „Conny“ Schaller (* 3. November 1943 in Borna; † 24. Februar 2017) war ein deutscher Fußballspieler und Fußballtrainer. In der DDR-Oberliga, der höchsten Spielklasse des DDR-Fußballverbandes, spielte er für den SC Leipzig und die BSG Wismut Aue.

## Fußball-Laufbahn

### Fußballspieler
Konrad Schaller begann 1953 mit dem Fußballspielen bei Aktivist Witznitz und ging später zu Aktivist Borna und Stahl Lippendorf. In Lippendorf spielte er zuletzt in der damals viertklassigen Bezirksliga. Unter dem späteren DDR-Nationaltrainer Rudolf Krause wurde er mit der Mannschaft 1962 Bezirksmeister und verhalf ihr damit zum Aufstieg in die 2. DDR-Liga, dem zu jener Zeit dritthöchsten Level. Zusammen mit Trainer Krause wechselte er zur Saison 1963/64 zum neu gegründeten SC Leipzig. Sein erstes Oberliga-Spiel für die Leipziger absolvierte Schaller am 13. Oktober 1963 beim SC Turbine Erfurt (1:1) als halbrechter Stürmer. Gegen den Leipziger Paradesturm Trölitzsch, Fischer, Engelhardt, Frenzel und Gase konnte sich der 21-jährige Schaller in seiner zweijährigen Zeit beim SC Leipzig nicht durchsetzen, 1963/64 bestritt er fünf und 1964/65 zwölf Oberliga-Spiele und erzielte insgesamt nur drei Tore. Hauptsächlich wurde Schaller in der Reservemannschaft eingesetzt. 
Im Sommer 1965 wechselte Konrad Schaller zum Oberligisten BSG Wismut Aue. Sein erstes Oberliga-Spiel für Aue bestritt er zum Saisonauftakt beim SC Magdeburg (0:0) am 14. August 1965 wieder als Stürmer auf halbrechts. Gleich bei seinem ersten Auftritt vor eigenem Publikum vier Tage später gegen den ASK Vorwärts Berlin spielte er sich in die Herzen der Zuschauer, als er das 2:1-Siegtor schoss, sich danach aber verletzte. Da zu dieser Zeit nicht ausgewechselt werden durfte, hielt er verbissen durch. Aus dieser Zeit stammt auch der legendäre Sprechchor: „Was für Deutschland Helmut Haller, ist für Wismut Konrad Schaller.“ Trotz der Verletzung kam Schaller in dieser Spielzeit noch auf 20 Oberliga-Einsätze und hatte sich zum Saisonende als Stammspieler bei Wismut etabliert. Er gehörte bis zu seinem Laufbahnende 1978 ständig zur Stammelf. Vom Mai bis Oktober 1975 wurde Schaller zum Reservistendienst eingezogen und spielte in dieser Zeit beim Zweitligisten Vorwärts Dessau. Ab 1976 rückte er endgültig in das Mittelfeld, war aber weiterhin in jeder Saison für Tore gut – nur in der Saison 1972/73 blieb er ohne Treffer für die Auer. Mit 33 Jahren begann Schaller seine letzte Spielzeit als Fußballspieler. Er kam 1977/78 als Mittelfeldspieler noch auf 23 Oberliga-Spiele und wies mit fünf Meisterschaftstreffern noch einmal seine Torgefährlichkeit nach. Sein letztes Oberliga-Spiel bestritt er am 27. Mai 1978 daheim gegen den BFC Dynamo (0:4). Ebenfalls gegen den BFC Dynamo wurde er ein Vierteljahr später am 26. August 1978 vom Fußballsport verabschiedet. Für Wismut Aue absolvierte er 296 Oberliga-Spiele mit 42 Toren und 23 FDGB-Pokal-Spiele mit 4 Toren.
Obwohl Konrad Schaller zu seiner Zeit einer der besten Mittelfeldspieler im DDR-Fußball war, kam er international nur 1966 zu zwei Nachwuchs-Länderspielen und 1968 zu einem B-Länderspiel.

### Fußballtrainer
Schon in den letzten Jahren als Fußballspieler war Schaller als Trainer tätig. Er begann beim Viertligisten Motor Lößnitz, den er 1978 in die Bezirksliga führte. 1980 wurde er unter Manfred Fuchs Assistenztrainer bei Wismut Aue. Diese Funktion übte er bis 1985 aus. Als Cheftrainer Harald Fischer im Oktober 1985 zurücktrat, wurde Schaller am 13. Oktober bis zum Ende des Jahres 1985 als Trainer der Oberligamannschaft berufen. Der neue Cheftrainer Hans Speth übernahm Schaller wieder als Assistenztrainer. Im November 1990 wurde Schaller zusammen mit dem Cheftrainer Jürgen Escher vom Klub, der sich nun FC Wismut Aue nannte, entlassen. Schaller ging wieder in seine alte Heimat Borna zurück und wurde 1991 Trainer des Amateur-Oberligisten BSV Borna, wo dann auch sein Sohn Sylvio spielte. 1994 übernahm Schaller den Trainerposten des ZFC Meuselwitz, mit dem er innerhalb von zwei Jahren über die Bezirksliga in die Landesklasse (7. Liga) aufstieg. Die letzte Trainer-Station übernahm Schaller am 3. Januar 2007 bei den Sportfreunden Neukieritzsch in der Bezirksklasse Leipzig.